# Soom T
Soom T es el nombre artístico de Sumati Bhardwaj, una MC de ragga con influencias del rap, el punk rock, el pop y el groove.

## Biografía
Soom T es orginiaria de una familia de Glasgow en Escocia. De madre comadrona y de padre comerciante, es la cuarta hija de una familia de siete hermanos. A los 12 años se va a vivir a la India, donde permanece un año. Su hermano, que toca en un grupo de crossover thrash le hace descubrir artistas como Cypress Hill, Body Count, Rage Against the Machine, Pantera o Tupac Shakur. Con Top of the Pops conoce a Tori Amos, Björk, Blur, Des'ree o Lighthouse Family, además de la música india. También está influenciada por Queen. Con 15 años se independiza y después de haber militado políticamente en Y Network decide utilizar la música para transmitir sus ideas. Con 17 años comienza a rapear en un club de Glasglow. Después de algunos meses recibe 50 libras (moneda local) y decide hacer de la música su trabajo. Con 23 años colabora con The Orb y crea su grupo de hip-hop/electro Soom-T & The Monkeytribe, con el que permanece hasta los 25 años. Obtiene un diploma nacional de comunicación y medios y debuta en el mundo del periodismo. Después, funda su propio sello discográfico:Renegade Masters.
Después de una quincena de años de actividad, saca su primer álbum en solitario en 2015, Free as a Bird.
Tiene un álbum en colaboración con Disrupt (Jahtari) y múltiples colaboraciones con Mungo's HiFi y otros artistas.

## Discografía

### Álbumes
- 2010: Ode 2 a Carrot, con Disrupt
- 2014: Bullets over Babylon, con Monkey Marc
- 2015: Free as a Bird
- 2017: Ode to a Karrot, con Budz
- 2018: Born Again
- 2020: The Arch
- 2021: Victory
- 2022: Good